# Дуглас, Роберт (актёр)
Роберт Дуглас Финлейсон (9 ноября 1909, Милтон-Кинс, Бакингемшир, Англия, Великобритания — 11 января 1999, Энсинитас, Калифорния, США) — английский актёр театра, кино и телевидения, режиссёр и продюсер.

## Биография

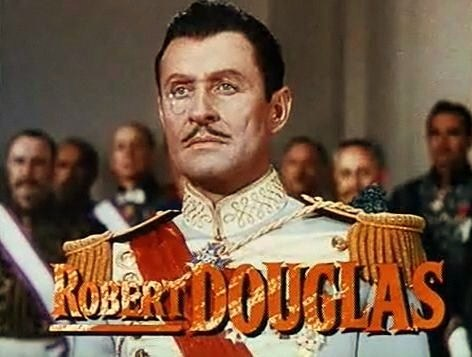
Роберт Дуглас в фильме «Узник крепости Зенда». 1952

Родился в семье потомственных военных. Его отец и дед были командирами полка Западного Сассекса. С ранних лет интересовался театром. Дебютировать на сцене в 16 лет. С 1927 г. два года обучался театральному искусству в Королевской академии драматического искусства в Лондоне. Играл в театрах Лондона, иногда в Бродвейских театрах.
С 1931 г. снимался в кино.
В 1947 году переехал в США. В Голливуде конца 1940-х — начале 1950-х годов, быстро нашёл свой путь в мир американского кино. За свою карьеру сыграл более 60 ролей в кино- и телефильмах США и Британии. Часто играл отрицательных героев, злодеев.
Как режиссёр поставил 40 телефильмов и сериалов.
Дважды был женат.

## Избранная фильмография
- 1930: P.C. Josser
- 1931: Many Waters
- 1933: The Blarney Stone
- 1935: Death Drives Through
- 1937: London Melody
- 1937: Our Fighting Navy
- 1938: The Challenge
- 1939: Over the Moon
- 1939: The Lion Has Wings
- 1940: The Chinese Bungalow
- 1947: The End of the River
- 1948: Похождения Дон Жуана — герцог де Лорка
- 1948: The Decision of Christopher Blake
- 1949: Убийство — лейтенант полиции Майкл Лэндерс
- 1949: Источник — Эллсворт Монктон Тухи архитектурный критик Бэннера
- 1949: The Hasty Heart
- 1949: The Lady Takes a Sailor
- 1950: Дочь пирата — Александр Нарбонн
- 1950: Barricade
- 1950: Шпионская охота — Стивен Параду
- 1950: По эту сторону закона — адвокат Филипп Кэгл
- 1950: The Flame and the Arrow
- 1950: Kim
- 1950: Mystery Submarine
- 1951: Target Unknown
- 1951: Thunder on the Hill
- 1952: At Sword’s Point
- 1952: Айвенго — сэр Хью де Бреси
- 1952: Узник крепости Зенда — Михаэль, герцог Хенцау
- 1953: Мятежный дух Кракатау — Пуло Бесар/святой Эбенезер
- 1953: Крысы пустыни  — генерал
- 1953: Flight to Tangier
- 1954: Saskatchewan
- 1954: King Richard and the Crusaders
- 1955: The Virgin Queen
- 1955: The Scarlet Coat
- 1955: Good Morning Miss Dove
- 1956: Елена Троянская — Агамемнон
- 1959: Молодые филадельфийцы — Мортон Стирнес
- 1959: Tarzan, the Ape Man
- 1961: The Lawbreakers

Снимался в телесериалах «Королевская семья Бродвея», «Альфред Хичкок представляет», «Коломбо», «Человек-невидимка», «Мэверик» и других.